# Tanytarsus stagnarius
Tanytarsus stagnarius är en tvåvingeart som beskrevs av Tokunaga 1938. Tanytarsus stagnarius ingår i släktet Tanytarsus och familjen fjädermyggor. Inga underarter finns listade i Catalogue of Life.